# Michael Learns to Rock
Michael Learns To Rock (também chamado de MLTR) é uma banda de soft rock da Dinamarca que canta seu repertório em inglês. O conjunto foi formado em 1988 e já vendeu  mais de 9 milhões de cópias, principalmente na Ásia.

## Discografia

### Álbuns
- Michael Learns to Rock (1991)
- Colours (1993)
- Played On Pepper (1995)
- Nothing To Lose (1997)
- Blue Night (2000)
- Take Me To Your Heart (2004)
- Eternity (2008)
- Scandinavia (2012)

### Coletâneas, álbuns ao vivo e remixes
- Paint My Love (1996)
- Complicated Heart (Greatest Hits vol.2) (1999)
- Greatest Hits - Strange Foreign Beauty (1999)
- 19 Love Songs / Love Ballads (2002)
- All The Best Of (2004)
- All The Best (2005)
- Frostbite (2005)
- India Tour Edition (2005)
- That's Why (You Go Away) (2005)
- The Ultimate Collection (2005)
- Ultimate Collection 15th Anniversary Edition (2006)
- The Best Of Michael Learns To Rock Live (2006)
- I Walk This Road Alone (2007)

## Singles
| Ano  | Single                     | Posição nas paradas | Posição nas paradas | Posição nas paradas | Posição nas paradas |
| Ano  | Single                     | Noruega             | Suécia              | Suíça               | França              |
| ---- | -------------------------- | ------------------- | ------------------- | ------------------- | ------------------- |
| 1992 | "The Actor"                | 1                   | 7                   | 32                  | —                   |
| 1993 | "Sleeping Child"           | —                   | —                   | —                   | —                   |
| 1995 | "Someday"                  | —                   | —                   | —                   | —                   |
| 1995 | "That's Why (You Go Away)" | —                   | —                   | 22                  | 32                  |
| 1997 | "Paint My Love"            | —                   | —                   | 27                  | —                   |
| 1997 | "Breaking My Heart"        | —                   | —                   | —                   | —                   |
| 1997 | "Nothing to Lose"          | —                   | —                   | —                   | —                   |
| 2000 | "You Took My Heart Away"   | —                   | —                   | —                   | —                   |